# Loška Gora pri Zrečah
Loška Gora pri Zrečah (Duits: Luschberg of Loschberg in der Steiermark) is een plaats in Slovenië en maakt deel uit van de gemeente Zreče in de NUTS-3-regio Savinjska. De plaats telde 168 inwoners op 1 januari 2020.